# Bellencombre
Bellencombre és un municipi francès situat al departament del Sena Marítim i a la regió de Normandia. L'any 2007 tenia 637 habitants.

## Demografia

### Població
El 2007 la població de fet de Bellencombre era de 637 persones. Hi havia 254 famílies de les quals 64 eren unipersonals (16 homes vivint sols i 48 dones vivint soles), 91 parelles sense fills, 79 parelles amb fills i 20 famílies monoparentals amb fills.
La població ha evolucionat segons el següent gràfic:
Habitants censats

### Habitatges
El 2007 hi havia 310 habitatges, 266 eren l'habitatge principal de la família, 29 eren segones residències i 14 estaven desocupats. 274 eren cases i 35 eren apartaments. Dels 266 habitatges principals, 171 estaven ocupats pels seus propietaris, 80 estaven llogats i ocupats pels llogaters i 15 estaven cedits a títol gratuït; 10 tenien una cambra, 9 en tenien dues, 62 en tenien tres, 66 en tenien quatre i 120 en tenien cinc o més. 196 habitatges disposaven pel capbaix d'una plaça de pàrquing. A 123 habitatges hi havia un automòbil i a 102 n'hi havia dos o més.

### Piràmide de població
La piràmide de població per edats i sexe el 2009 era:
| Homes | Edats   | Dones |
| ----- | ------- | ----- |
| 4     | 95 o +  | 0     |
| 0     | 90 a 94 | 0     |
| 0     | 85 a 89 | 16    |
| 0     | 80 a 84 | 4     |
| 12    | 75 a 79 | 8     |
| 16    | 70 a 74 | 24    |
| 24    | 65 a 69 | 20    |
| 12    | 60 a 64 | 12    |
| 12    | 55 a 59 | 12    |
| 20    | 50 a 54 | 16    |
| 8     | 45 a 49 | 12    |
| 16    | 40 a 44 | 12    |
| 24    | 35 a 39 | 24    |
| 32    | 30 a 34 | 24    |
| 56    | 25 a 29 | 36    |
| 0     | 20 a 24 | 32    |
| 0     | 15 a 19 | 12    |
| 24    | 10 a 14 | 28    |
| 20    | 5 a 9   | 24    |
| 32    | 0 a 4   | 36    |

## Economia
El 2007 la població en edat de treballar era de 394 persones, 300 eren actives i 94 eren inactives. De les 300 persones actives 267 estaven ocupades (152 homes i 115 dones) i 33 estaven aturades (12 homes i 21 dones). De les 94 persones inactives 35 estaven jubilades, 26 estaven estudiant i 33 estaven classificades com a «altres inactius».

### Ingressos
El 2009 a Bellencombre hi havia 285 unitats fiscals que integraven 690 persones, la mediana anual d'ingressos fiscals per persona era de 15.218 €.

### Activitats econòmiques
Dels 20 establiments que hi havia el 2007, 1 era d'una empresa extractiva, 1 d'una empresa alimentària, 1 d'una empresa de fabricació d'altres productes industrials, 5 d'empreses de construcció, 3 d'empreses de comerç i reparació d'automòbils, 1 d'una empresa de transport, 2 d'empreses d'hostatgeria i restauració, 1 d'una empresa financera, 2 d'empreses immobiliàries, 1 d'una empresa de serveis, 1 d'una entitat de l'administració pública i 1 d'una empresa classificada com a «altres activitats de serveis».
Dels 10 establiments de servei als particulars que hi havia el 2009, 1 era una oficina d'administració d'Hisenda pública, 1 gendarmeria, 1 oficina de correu, 1 guixaire pintor, 2 lampisteries, 1 electricista, 1 empresa de construcció, 1 restaurant i 1 tintoreria.
Dels 2 establiments comercials que hi havia el 2009, 1 era una botiga de menys de 120 m² i 1 una fleca.
L'any 2000 a Bellencombre hi havia 15 explotacions agrícoles que ocupaven un total de 680 hectàrees.

## Equipaments sanitaris i escolars
El 2009 hi havia una escola elemental.

## Poblacions més properes
El següent diagrama mostra les poblacions més properes.